# IY Большой Медведицы
IY Большой Медведицы (лат. IY Ursae Majoris) — карликовая новая, двойная катаклизмическая переменная звезда типа SU Большой Медведицы (UGSU), затменная переменная звезда (E) в созвездии Большой Медведицы на расстоянии приблизительно 582 световых лет (около 178 парсеков) от Солнца. Видимая звёздная величина звезды — от более +15,3m до +13m.

## Характеристики
Первый компонент — аккрецирующий белый карлик.